# خردبوم‌شناسی
خردبوم‌شناسی (به انگلیسی: Microecology)، به معنای بوم‌شناسی میکروبی یا بوم‌شناسی یک زیستگاه کوچک است. خردبوم‌شناسی روده انسان مطالعه بوم‌شناسی میکروبی روده انسان است.
خردبوم‌شناسی یک رشته بزرگ است که شامل موضوعات بسیاری مانند تکامل، تنوع زیستی، اگزوبیولوژی، بوم‌شناسی، زیست‌پالایی، بازیافت و میکروبیولوژی مواد غذایی است. برآورد می‌شود که حدود ۱۰۰۰۰۰۰ نوع مختلف میکروب در این سیاره زندگی می‌کنند که کمتر از ۴۵۰۰ مورد از آنها بر اساس ارزیابی کلی تنوع زیستی توصیف شده‌است.